# Егоров, Степан Михайлович
Степан Михайлович Егоров (1901—1971) — начальник Управления особого строительства НКВД СССР, полковник (1943).

## Биография
Родился в русской семье конюха. В РКП(б) с декабря 1919 (член РКСМ в 1917—1920). Относчик посуды, баночник, помощник мастера, сортовой мастер на стекольном заводе братьев Курженковых на станции Большая Вишера с июня 1910 до сентября 1918. Окончил начальную школу на станции Большая Вишера в 1912, затем Курсы действующих родов войск РККА в 1918, 2-е пехотные командные курсы РККА в Петрограде с июля 1922 по сентябрь 1923, Высшую пограничную школу ОГПУ в 1928 (также слушатель окружных курсов в Ленинграде с декабря 1923 по январь 1925), станкостроительный техникум в 1939—1941, курсы военкомов при Военно-политической академии РККА (ноябрь 1941 — январь 1942).
В РККА рядовой 1-го и 3-го Мало-Вишеровских коммунистических отрядов, 59-го Саратовского стрелкового полка на Восточном фронте Гражданской войны с сентября 1918 до сентября 1919. Лечился в госпитале после ранения в Рязани с сентября по декабрь 1919, затем в отпуске по ранению, ассистент инспектора отдела труда УИК на станции Малая Вишера с декабря 1919 до июня 1920. Политрук 11-го запасного Петроградского полка, 1-го запасного полка 9-й армии, 1-го Новороссийского полка с июня 1920 до апреля 1921, политрук роты батальона обороны железной дороги, секретарь ячейки РКП(б) 1-го батальона 337-го стрелкового полка с апреля по июль 1921, заведующий агитационно-пропагандистским отделом 116-го стрелкового полка на станции Кавказская с июля 1921 по январь 1922, политрук пулемётной команды 249-го стрелкового полка с января по май 1922, политрук Новгородской гарнизонной гауптвахты с мая по июль 1922.
В органах ОГПУ младший инструктор 2-го Петроградского конвойного полка по строевой части с сентября по декабрь 1923. Начальник заставы, временно исполняющий должность помощника коменданта 5-го пограничного отряда ОГПУ с января 1925 по сентябрь 1927.
Заведующий складом, управляющий делами завода «Мосэлектрик» с октября 1928 до февраля 1931. Директор завода «Металлоламп» в Москве с февраля 1931 до ноября 1932, директор треста столовых Кировского района Москвы с ноября 1932 до декабря 1936. Управляющий стройтрестом Кировского района Москвы с декабря 1936 до марта 1937. Управляющий трестом «Мосгражданстрой» с марта до октября 1937.
В органах НКВД начальник Управления особого строительства НКВД СССР (строительство хлебных городков) с 29 октября 1937 до июня 1928. Начальник строительного управления и уполномоченный по строительству Управления госрезервов при СНК СССР с июня 1938 до февраля 1939. Заместитель начальника Главного управление абразивной промышленности Наркомата тяжёлого машиностроения СССР с февраля 1939 до марта 1940. Начальник управления ВОХР и ПВО Наркомата тяжёлого машиностроения СССР с марта 1940 до ноября 1941. Военком управления обозно-хозяйственного снабжения Главного интендантского управления РККА с января по февраль 1942, затем военком управления Главного разведывательного управления РККА с февраля до ноября 1942.
С 1942 комиссар Разведуправления РККА, с 1942 по 1954 помощник начальника и заместитель начальника ГРУ по кадрам, также начальник управления кадров, причём с мая 1949 заместитель начальника отдела кадров ГРУ. С января 1954 в запасе. Похоронен на Новодевичьем кладбище в Москве.

### Звания
- полковник.

### Награды
- орден Красной Звезды, январь 1943;[4]
- орден Красного Знамени, август 1944;
- орден Ленина, сентябрь 1945;
- орден Красной Звезды, ноябрь 1946;
- орден Красного Знамени;
- 6 медалей.